# Ceryx sibulana
Ceryx sibulana är en fjärilsart som beskrevs av Semper 1898. Ceryx sibulana ingår i släktet Ceryx och familjen björnspinnare. Inga underarter finns listade i Catalogue of Life.